# Furacão Nana (2020)
O furacão Nana foi um furacão de categoria 1 mínima que causou pequenos danos nos países de Belize e Guatemala no início de setembro de 2020. O décimo sexto ciclone tropical, a décima quarta tempestade nomeada e o quinto furacão da muito ativa temporada de furacões no Atlântico de 2020, Nana se originou de uma onda tropical perto das Pequenas Antilhas. O National Hurricane Center (NHC) começou a seguir a onda em 27 de agosto, dando-lhe uma baixa chance de formação. Ao contrário das previsões, a onda se organizou rapidamente, embora os dados não conseguissem localizar uma circulação fechada, e o sistema não foi designado um ciclone tropical. No entanto, o sistema continuou se organizando, e os dados de uma aeronave caçadora de furacões registaram ventos com força de tempestade tropical junto com uma circulação fechada; o NHC posteriormente chamou o sistema de Tempestade Tropical Nana em 1 de setembro. Nana se intensificou rapidamente naquele dia, embora o cisalhamento do vento tenha aumentado no início do dia seguinte, evitando que a tempestade se intensificasse ainda mais. No entanto, no início de 3 de setembro, a aeronave de reconhecimento descobriu que Nana havia se tornado um furacão pouco antes de fazer landfall no sul de Belize. Após o landfall, começou a enfraquecer rapidamente. No início de setembro 4, seu centro de baixo nível se dissipou e degenerou em um baixo remanescente de nível médio. Os remanescentes moveram-se para o Pacífico Oriental, onde se transformaram na Tempestade Tropical Julio.
Inúmeros alertas e avisos foram emitidos antes de Nana para partes de Belize, Guatemala, Honduras e México. A tempestade trouxe ventos fortes e chuvas moderadas a partes de Honduras. Nana é o primeiro furacão a atingir a costa de Belize desde Earl em 2016.

## História meteorológica
Em 23 de agosto de 2020, o National Hurricane Center (NHC) identificou uma onda tropical movendo-se para o oeste sobre a África Ocidental. Uma ampla área de convecção desorganizada, principalmente a leste do eixo da onda, acompanhou o sistema conforme ele emergia sobre o Oceano Atlântico no dia seguinte. A convecção aumentou em 27 de agosto conforme o sistema cruzava o Atlântico central, e o NHC notou a possibilidade de ciclogênese gradual nos dias seguintes. Pouco desenvolvimento ocorreu nos próximos dias, conforme se aproximava das Ilhas de Barlavento. Ao entrar no Mar do Caribe em 30 de agosto, o sistema começou a se organizar com evidências de uma ampla superfície baixa aparente em observações derivadas de satélite. A convecção aumentou gradualmente à medida que o sistema continuou a oeste pelo Caribe e apareceu bem organizado nas imagens de satélite. Dados de dispersão e observações de navios revelaram ventos com força de tempestade tropical ao sul do Haiti e sudeste da Jamaica no início de 1 de setembro, embora o sistema ainda não tivesse uma baixa fechada. Com o sistema representando uma ameaça iminente para a América Central, o NHC iniciou alertas sobre o sistema como Ciclone Tropical Potencial Dezesseis às 15:00 UTC. O centro estimado estava situado a cerca de 140 mi (225 km) ao sul-sudoeste de Kingston, Jamaica. Com um anticiclone definido no alto, fornecendo amplo fluxo, altas temperaturas da superfície do mar e cisalhamento do vento de baixo a moderado, era esperada uma organização estável. Pouco tempo depois, o reconhecimento de aeronaves confirmou uma superfície baixa bem definida com ventos de 70 mph (110 km/h) no alto com ventos de superfície estimados em 50 mph (85 km/h) neste momento. Assim, o sistema foi reclassificado como Tempestade Tropical Nana, marcando a formação mais precoce da décima quarta tempestade denominada de uma temporada, superando o recorde anterior estabelecido pelo Furacão Nate em 6 de setembro, 2005.

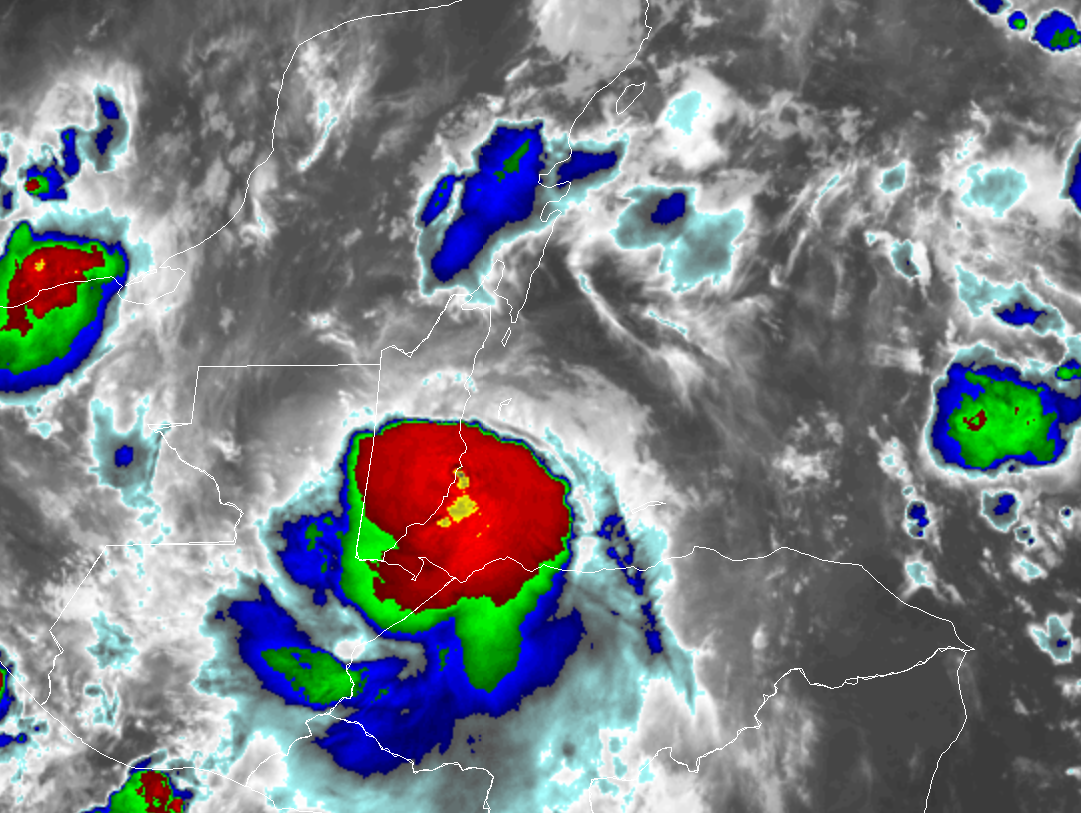
Imagens infravermelhas de Nana em pico de intensidade, atingindo o continente em Belize

A tempestade ficou cada vez mais forte, obtendo ventos sustentados de 1 minuto de 60 mph (95 km/h) às 03:00 UTC em 2 de setembro. Depois, cisalhamento norte moderado de 15 nós interromperam a tendência de intensificação e expuseram parcialmente o centro de circulação. A pressão central de Nana oscilou entre 996 e 1000 mbars (29,41 e 29,53 inHg ) ao longo do dia em 2 de setembro, enquanto os ventos sustentados permaneceram estáveis em 60 mph.  No dia seguinte, uma leve reforma do centro e uma explosão de convecção permitiram que Nana se intensificasse rapidamente para um furacão mínimo às 03:00 UTC em 3 de setembro - Simultaneamente, atingiu seu pico de intensidade de 75 mph (120 km/h) com uma pressão central mínima de 994 mbar (29,36 inHg). Três horas depois, Nana atingiu a terra firme entre Dangriga e Placencia, em Belize, com intensidade semelhante, embora sua pressão tivesse subido um mbar. Nana enfraqueceu rapidamente após o landfall, caindo abaixo do status de furacão às 09:00 UTC devido à interação com o terreno montanhoso sobre Belize e Guatemala. Ele enfraqueceu ainda mais para uma depressão tropical às 21:00 UTC antes que seu centro de baixo nível se dissipasse, fazendo com que às 03:00 UTC em setembro 4 o NHC emitisse o seu parecer final sobre a tempestade. Os remanescentes de Nana entraram no Golfo de Tehuantepec, onde mais tarde se desenvolveram novamente na Tempestade Tropical Julio no Pacífico Oriental em 5 de setembro.

## Preparações e impacto

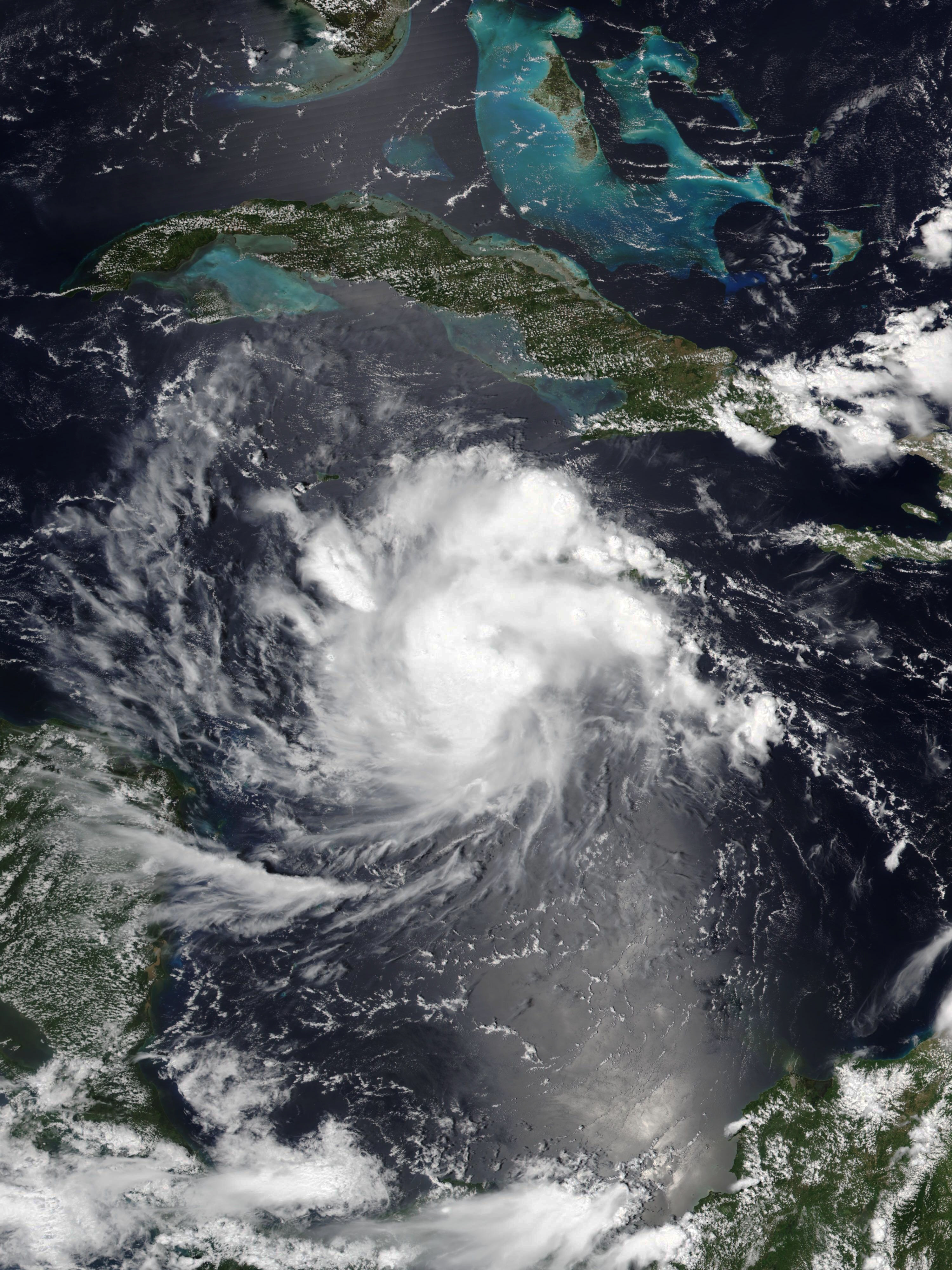
Nana logo após a formação em setembro 1

Vários alertas de tempestade tropical e avisos de tempestade tropical foram emitidos antes de Nana para partes de Belize e Honduras, com o anterior a atualizar seus alertas para avisos de furacão. Depois que Nana enfraqueceu abaixo do furacão, intensificou-se após o landfall às 09:00 UTC em 3 de setembro; como tal, todos os avisos de furacão foram cancelados. Avisos adicionais foram todos cancelados às 15:00 UTC, conforme Nana se movia mais para o interior e continuava a enfraquecer rapidamente.

### Ilhas de Barlavento
Entre 29–30 de agosto, o Escritório Met Office dos Barbados e o Serviço Meteorológico da Dominica emitiram alertas de inundações repentinas para os seus respectivos países, prevendo chuvas moderadas a fortes da onda precursora. A Météo-France alertou os residentes na Martinica sobre a possibilidade de chuvas fortes e ventos fortes da onda tropical de 30–31 de agosto. As chuvas e tempestades associadas produziram até 110 mm (4.3 in) de chuva em Grand'Rivière e rajadas de vento para 84 km/h (52 mph) em Fonds-Saint-Denis. Aproximadamente 5 600 clientes perderam energia em Le François, Vert-Pré, La Trinité, Tartane e L'Ajoupa-Bouillon. A EDF enviou equipes de energia logo após a passagem da tempestade. As áreas do sul de Guadalupe viram chuvas fortes; Goyave registou uma acumulação de 12 horas de 96 mm (3.8 in). A vizinha Îles des Saintes registou 80 mm (3.1 in). Em Santa Lúcia, o aumento da turvação e o entupimento devido às fortes chuvas forçaram o fechamento temporário da Estação de Tratamento Theobalds, que cortou o abastecimento de água aos residentes nas partes do norte do país.

### Belize
Em preparação para Nana, os residentes de Belize encheram as lojas de ferramentas e mercearias, apesar da pandemia de COVID-19 em curso. Mais de 4 000 pessoas na parte sul do país foram evacuadas para abrigos fornecidos pelo governo. Uma estação em Carrie Bow Cay relatou uma velocidade do vento de 61 mph (98 km/h) quando a tempestade atingiu a costa. Relatos preliminares do sul de Belize indicaram que centenas de hectares de plantações de banana foram perdidos com a tempestade. Uma semana depois da tempestade, foi relatado que 960 acres de plantações de banana foram totalmente destruídos. As equipes de avaliação de danos relataram 7 estruturas danificadas em Hopkins, 13 em Silk Grass e 4 casas em Dangriga com telhado danificado. No geral, Nana causou cerca de US $ 20 milhões em danos às plantações de banana em Belize.

### Em outro lugar
Em Honduras, as chuvas de Nana causaram enchentes em Coxen Hole. Guatemala registou fortes chuvas, especialmente ao longo da sua fronteira com o México. O coordenador nacional de desastres do país não relatou mortes. Ninguém foi evacuado devido à tempestade na Guatemala. No México, o principal impacto de Nana foram chuvas fortes. Uma faixa de até 8 in (200 mm) foi relatado ao longo do caminho de Nana no leste do México.